# تولیدین
تولیدین (به انگلیسی: Tolidine) یک ترکیب شیمیایی با شناسه پاب‌کم ۸۴۱۳ است. 